# Křížová cesta (Dolní Žandov)
Zaniklá Křížová cesta v Dolním Žandově na Chebsku se nacházela na Křížovém vrchu severozápadně od obce.

## Historie
Křížová cesta se nacházela v okolí kaple Svatého Kříže na Křížovém vrchu. Vedla kolem vrcholu kopce.

### Kaple Svatého Kříže
Kaple z 19. století byla obdélná, zděná stavba na ploše 4,8 × 7,5 metru, se zvoničkou a jehlovou střechou, původně staršího založení upravená barokně. V blízkosti kaple na výrazném skalisku stál vysoký kříž. Vše zaniklo počátkem 20. století, zařízení kaple bylo přeneseno do kaplí v okolí.